# Hyrule Warriors: Age of Calamity
Hyrule Warriors: Age of Calamity — консольная игра в жанре hack and slash, которая вышла 20 ноября 2020 года эксклюзивно для консоли Nintendo Switch. Игра была разработана японской компанией Omega Force (дочерней компанией Koei Tecmo) при поддержке Nintendo и является идейным продолжением Hyrule Warriors, а также кроссовером между сериями The Legend of Zelda и Dynasty Warriors. Сюжетно игра является приквелом The Legend of Zelda: Breath of the Wild (2017), разворачиваясь за 100 лет до её событий.

## Геймплей
Как и предшественник, Age of Calamity является игрой жанра hack and slash. Цель игры — убивать как можно больше врагов и захватывать как можно больше территорий для продвижения по сюжету. В игре можно использовать артефакт Камень Шиика, чтобы проходить головоломки и планер, чтобы высоко летать. В отличие от Breath of the Wild, оружие не ломается. Мир игры по строению схож с Breath of the Wild. Играбельными персонажами являются Линк, принцесса Зельда, их союзница Импа и 4 Воина: зора Мифа, горон Дарук, рито Ревали и герудо Урбоза, многие второстепенные персонажи как корок Эсту, священник Маз-Кош, глава Хайрула Роам и другие. Помимо героев, игроку можно играть за Чудищ - роботов в виде животных, с помощью которых герои должны уничтожить Ганона. Также у героев есть новый компаньон, страж Те́ррако, который помогает им в боях. С игрой также совместимы фигурки Amiibo, которые Nintendo выпустили спустя некоторое время после выхода игры.

## Сюжет
Игра разворачивается за 100 лет до событий в Breath of the Wild. На Хайрул напало чудовище, известное как Ганон. Во время Бедствия, в замке Хайрул из коробки выбрался необычный маленький Страж синего цвета по имени Террако. Во время попытки сбежать, на него нападает большой заражённый чарами Ганона Страж. Террако открывает портал в прошлое за недолго до Бедствия, чтобы предупредить Хайрул о происходящем.
Хайрул активно готовится к битве с антагонистом. Для этого, глава государства Роам собрал большую армию воинов. Лишь один из них, Линк, отличался от других рыцарей неумением говорить и тем, что лучше всех в королевстве владел мечом. Во время разборок с монстрами, Линк находит в траве Террако. Пока он разглядывал робота, его встречает союзница Импа, которая спотыкается и роняет артефакт Камень Шиика. Артефакт заставил Террако активироваться, после чего тот побежал в замок на встречу Зельде. Троица относит Террако в научный институт, чтобы его осмотрели специалист по Стражам Робби и его коллега Пура, которая также является сестрой Импы. Там же, Террако показывает героям картинки из будущего, тем самым предупредив их о Бедствии.
После этого, по приказу отца, Зельда, Линк и Импа отправляются на поиски пилотов, которые будут управлять Чудищами. В итоге принцесса зора Мифа, могучий горон Дарук, лучник Ревали и вождь Урбоза согласились стать пилотами Чудищ. По пути героям помогают Террако, музыкант леса короков Эсту и потомки Воинов из будущего: Сидон, Юнобо, Тэба и Риджу.
Героям также предстоит воевать с многими монстрами и с кланом Ига: шиика, предавшие Хайрул и вставшие на сторону Ганона и которыми руководит изумительный главарь Кога, а также новый антагонист по имени Астор неизвестной расы.
Впоследствии многих войн, Линку достаётся Высший Меч, а у Зельды пробуждается священная сила, с помощью которой она должна запечатать Ганона впоследствии сильного желания спасти Линка от Лже-Ганонов. Перед битвой с главным антагонистом, клан Ига переходит на сторону героев, а Террако ломается после попытки спасти героев. Зельда впоследствии вспоминает, что она сама и собрала Террако в далёком детстве, а после смерти матери, Роам забрал его, чтобы тот не отвлекал её от молитв. Герои успешно побеждают Ганона, потомки Воинов возвращаются на 100 лет в будущее, а в Хайруле вновь царит мир и спокойствие.
Если игрок после прохождения пройдёт квесты и соберёт все детали, чтобы починить Террако, будет показана секретная концовка, где он возвращается к жизни.

## Оценки и мнения
| Сводный рейтинг       | Сводный рейтинг |
| Агрегатор             | Оценка          |
| --------------------- | --------------- |
| Metacritic            | 78/100          |
| Иноязычные издания    |                 |
| Издание               | Оценка          |
| 4Players              | 80/100          |
| Destructoid           | 8.5/10          |
| EGM                   | [ 6 ]           |
| Eurogamer             | Recommended     |
| Famitsu               | 36/40           |
| Game Informer         | 7.5/10          |
| GameSpot              | 6/10            |
| GamesRadar+           | [ 11 ]          |
| Hardcore Gamer        | 4/5             |
| IGN                   | 9/10            |
| Jeuxvideo.com         | 14/20           |
| Nintendo Life         | [ 15 ]          |
| Nintendo World Report | 8.5/10          |
| RPGFan                | 86/100          |
| Shacknews             | 9/10            |
| The Guardian          | [ 19 ]          |
| USgamer               | 4/5             |
| VG247                 | [ 21 ]          |
| Русскоязычные издания |                 |
| Издание               | Оценка          |
| StopGame.ru           | Похвально       |

Игра была тепло встречена критиками и игроками. Журналисты отмечали хороший геймплей, выбор игровых персонажей, саундтрек, и красочную графику. Из недостатков выделили несвязный сюжет, а также технические проблемы, в том числе частые просадки кадров в секунду и плохую дальность прорисовки.
На 5 января 2022 года было продано более 4 миллионов копий игры, что делает её самой успешной игрой всей серии Warriors в принципе.